# Venix
Venix — операционная система, разновидность Unix разработанная компанией VenturCom.
Venix 2.0 основана на Unix System III, работала на микрокомпьютере DEC Professional 350 (Venix/PRO) и на IBM-совместимых персональных компьютерах (Venix/86 и Venix/286). С версии 3.0 за основу была взята Unix System V.
В Venix также содержатся некоторые возможности из BSD: csh и vi.
Последняя версия Venix 4.2.1, базировавшаяся на UNIX System V Release 4.2 (UnixWare), была выпущена в 1994 году. Версия для рабочих станций поддерживала возможности работы в реальном времени, NFS, работу по сети с протоколом TCP/IP, графические интерфейсы пользователя X Window, OPEN LOOK и Motif и журналируемую файловую систему Veritas (vxfs). Версия для разработчиков дополнительно включала в себя компилятор ANSI C, библиотеку функций реального времени, программное обеспечение для разработки графических интерфейсов, средства разработки программ реального времени и избранные драйверы промышленных устройств ввода-вывода.